# Klaus Parlasca
Klaus Parlasca  (* 23. September 1925 in Potsdam; † 6. April 2020 in Frankfurt am Main) war ein deutscher Klassischer Archäologe.

## Leben und Wirken
Klaus Parlasca studierte ab 1943 Klassische Archäologie, Alte Geschichte und Kunstgeschichte an der Friedrich-Wilhelms-Universität zu Berlin. Nach Wehrdienst und Kriegsgefangenschaft studierte er von 1945 bis 1949 an der Universität Göttingen, von 1949 bis 1950 an der Universität Basel Klassische Archäologie, Alte Geschichte und Ägyptologie. Im Herbst 1950 wurde er in Göttingen bei Rudolf Horn promoviert.
Mit einem Stipendium der Deutschen Forschungsgemeinschaft untersuchte er von 1951 bis 1954 die Zeugnisse römischer Wandmalerei in Deutschland. Während dieser Zeit erhielt er das Reisestipendium des Deutschen Archäologischen Instituts, mit dem er von 1952 bis 1953 die Mittelmeerländer bereiste. Von 1954 bis 1960 war er Assistent am Archäologischen Institut der Universität Frankfurt, wo er sich 1960 habilitierte und ab 1966 als außerplanmäßiger Professor tätig war. Von 1971 bis zu seiner Emeritierung 1990 war er Professor für Klassische Archäologie an der Universität Erlangen.
Zu den Forschungsschwerpunkten Klaus Parlascas zählten die römische Mosaikkunst und Wandmalerei insbesondere Deutschlands, zudem die griechischen und römischen Porträts in Ägypten unter besonderer Berücksichtigung der Mumienporträts. Darüber hinaus galt sein Interesse der griechischen und römischen Kunst Ägyptens und Syriens, hier vor allem der palmyrenischen Grabkunst. Die Antikenrezeption während der Zeit des Klassizismus war ein weiteres seiner Interessensgebiete, privat sammelte er Zeichnungen und Druckgrafiken aus dieser Epoche. Klaus Parlasca sammelte auch Antiken, seine Sammlung von rund 700 Objekten gelangte 2022 als Stiftung an die Reiss-Engelhorn-Museen in Mannheim.

## Schriften (Auswahl)
- Die römischen Mosaiken in Deutschland (= Römisch-Germanische Forschungen. Band 23). De Gruyter, Berlin 1959 (= Dissertation; Digitalisat).
- Mumienporträts und verwandte Denkmäler. Steiner, Wiesbaden 1966 (= Habilitationsschrift).
- Ritratti di mummie (= Repertorio d’arte dell’Egitto greco-romano. Ser. B, Band 1–4). 4 Bände. Fondazione Ignazio Mormino del Banco di Sicilia, Palermo u. a. 1969–2003 (Corpus fast aller bekannten Mumienportraits).
- Syrische Grabreliefs hellenistischer und römischer Zeit. Fundgruppen und Probleme. Zabern, Mainz 1983, ISBN 3-8053-0634-2
- mit Hellmut Seemann (Hrsg.): Augenblicke. Mumienporträts und ägyptische Grabkunst aus römischer Zeit. (Zur Ausstellung Augenblicke – Mumienporträts und Ägyptische Grabkunst aus Römischer Zeit, in der Schirn-Kunsthalle Frankfurt (30. Januar bis 11. April 1999)). Klinkhardt und Biermann, München 1999, ISBN 3-7814-0423-4.